# Estandarte Azul Bordado
O Estandarte Azul Bordado (chinês tradicional: 鑲藍旗, chinês simplificado: 镶蓝旗, pinyin: Xiāng Lán Qí) foi um dos Oito Estandartes do exército e da sociedade Manchu durante as dinastias Jin Posterior e Qing posteriores da China. Foi um dos cinco estandartes inferiores. De acordo com os anais gerais das Oito Estandartes, o Estandarte Azul Bordado era um dos estandartes localizadas na ala sul direita (os estandartes azuis estão localizadas ao sul, o Estandarte Azul Simples estando na ala sul esquerda). 
Este estandarte foi comandada pelo príncipe Zheng, da linhagem de Šurhaci e seu filho Jirgalang. Pelo sangue de seus comandantes, o Estandarte Azul Bordado era o estandarte mais remoto dos Oito Estandartes; já que todos os outros estandartes foram lideradas por descendentes de Nurhachi.  Devido ao seu estatuto genealógico, este estandarte era geralmente vista como o último estandarte dos Oito Estandartes, embora não existissem leis concretas para reconhecer oficialmente este estatuto.
Algumas partes dos Jurchéns Haixi foram incorporadas a este estandarte após a derrota dos Haixi pelos Jurchéns Jianzhou. 

## Membros notáveis
- Imperatriz Viúva Cixi
- Imperatriz Nara
- Sushun de Aisin-Gioro
- Shang Kexi
- Duanhua
- Gu Tai Qing
- Šarhūda
- Nobre Consorte Imperial Xianzhe
- Nobre Consorte Yu
- Consorte Chang
- Nobre Consorte Imperial Dunhui
- Nobre Consorte Xun (Consorte do Imperador Qianlong)

## Clãs notáveis
- Irgen Gioro
- Sirin Gioro
- Šušu Gioro
- Hešeri
- Clã Nara
- Gogiya
- Keliyete
- Shang
- Giorca